# Ingo Swoboda
Ingo Swoboda (* 1961 in Eltville am Rhein) ist ein deutscher Journalist und Autor.

## Leben
Nach Schule und Abitur am Rheingau-Gymnasium in Geisenheim begann Swoboda das Studium der Rechts- und Staatswissenschaften an der Johannes Gutenberg-Universität Mainz. Für ein Jahr war er Stipendiat an der juristischen Fakultät der Universität Dijon im Burgund. Während der Studienzeit schrieb Swoboda kleine Artikel für verschiedene Zeitungen und entdeckte seine Leidenschaft für den Journalismus. Nach dem Studium entschied er sich gegen die juristische Laufbahn und absolvierte ein zweijähriges Volontariat beim Umschau Zeitschriftenverlag in Frankfurt am Main. Bis Ende 1997 arbeitete er als Redakteur bei einer internationalen Zeitschrift für Mode und Accessoires. Neben dieser Tätigkeit, die ihn auf vielen Reisen um die ganze Welt führte, schrieb Swoboda als Ghostwriter für Prominente und veröffentlicht seine ersten Weinbücher. Anfang 1998 wurde er stellvertretender Chefredakteur der Weinzeitschrift Alles über Wein. Seit dem 1. Januar 2000 ist Swoboda als freier Journalist tätig.
Neben seiner Tätigkeit als Journalist, Wein- und Restaurant-Kritiker erschienen bislang rund 80 kulinarische Bücher aus seiner Feder. Einige davon wurden auf der Frankfurter Buchmesse, in London und der Schweiz mit Preisen ausgezeichnet. Swoboda schrieb Porträts über die Köche Dieter Müller, Johannes King, Kolja Kleeberg, Ali Güngörmüş, Thomas Kammeier, Harald Rüssel, Christian Jürgens und Holger Bodendorf. Für die Süddeutsche Zeitung verfasste Ingo Swoboda die bislang einzige „Bibliothek der Köche“, eine kulinarische Entdeckungsreise in 20 Bänden durch die besten Küchen Deutschlands. Sein Standardwerk über den „Riesling“ wurde als bestes deutsches Weinbuch prämiert, der „Weinatlas Deutschland“ wurde 2008 in London als „Best Wine Atlas in the World“ ausgezeichnet. Ebenfalls mit dem „World Cookbook Award“ ist sein Champagner-Buch dekoriert. Als Weinkritiker und Autor ist Ingo Swoboda mitverantwortlich für den jährlich erscheinenden Feinschmecker WeinGuide.
Ingo Swoboda ist Mitglied in nationalen und internationalen Verkostungsjurys.
Für sein Engagement um den Riesling wurde ihm 2006 von der Vereinigung "Pro Riesling" der Förderpreis für Publizistik verliehen. Als Moderator von kulinarischen Veranstaltungen ist Ingo Swoboda regelmäßig beim Rheingau Gourmet Festival zu Gast.

## Publikationen
- Unter der Glückshaube Die Geschichte der Firma Polster Richter und ihres Gründers Eine Unternehmerbiographie, Leipzig 1993
- Wein richtig genießen lernen Einführung in die Weinsensorik FALKEN Verlag 1995 Auf der Frankfurter Buchmesse 1996 ausgezeichnet mit der Silbermedaille der Gastronomischen Akademie Deutschlands 1996
- Heilen und vorbeugen mit Wein Vorwort Michael Broadbent FALKEN Verlag 1996
- Der Rheingau Wein- und Spezialitätenführer Woschek-Verlag Mainz 1997
- Die Weine aus dem Elsass FALKEN Verlag 2000
- Die Weine aus Franken FALKEN Verlag 2000
- Die Weine aus Österreich FALKEN Verlag 2000
- Wein genießen FALKEN Verlag 2000
- Riesling – Portrait einer Rebsorte Mosaik Verlag 2001
- Von allen Flüssen liebe ich den Rhein Eine kulinarische Reise durch den Rheingau Mary Hahn Verlag, München 2001
- Christina Fischers Wein Wissen DuMont Verlag Köln 2003 Auf der Frankfurter Buchmesse 2004 ausgezeichnet mit der Silbermedaille der Gastronomischen Akademie Deutschlands
- Grande Cuisine der Metropole Thomas Kammeier DuMont Verlag Köln 2003
- Weingenuss & Tafelfreuden Christina Fischer Collection Rolf Heyne, München 2004
- Riesling Hallwag Verlag, München 2005 Auf der Frankfurter Buchmesse 2006 mit der Silbermedaille der Gastronomischen Akademie Deutschlands ausgezeichnet.
- Dieter Müller Collection Rolf Heyne, München 2005 Auf der Frankfurter Buchmesse 2006 mit der „Goldenen Feder“ der Gastronomischen Akademie Deutschlands ausgezeichnet.
- Marco Polo Deutschland kulinarisch reisen Stuttgart 2006
- Marco Polo Elsass kulinarisch reisen Stuttgart 2006
- Ziegenkäse-Chevre Kosmos Verlag 2007
- Chili Collection Rolf Heyne, München 2007
- Johannes King Collection Rolf Heyne, München 2007
- Thomas Kammeier Collection Rolf Heyne, München 2007
- Kolja Kleeberg, VAU Collection Rolf Heyne, München 2007
- Weinatlas Deutschland Hallwag Verlag, München 2007 Ausgezeichnet als Bester Weinatlas der Welt
- Genießen unter freiem Himmel, Mainz und Umgebung B3 Verlag, Frankfurt am Main 2007
- Die Köche-Bibliothek erschienen in 20 Bänden Süddeutsche Zeitung Verlag München
- Rheingau Ein Reisebuch für Weinliebhaber und Genießer feiner Speisen Daedalus Verlag Münster 2008
- Ingwer Collection Rolf Heyne, München 2008
- Zeit für deutsche Weine Die schönsten Reiseziele zum Genießen Bruckmann Verlag, München 2009
- Champagner Fackelträger Verlag, Köln 2010
- Vision Perfektion Faszination Andreas Mayer Große Küche auf Schloss Prielau Umschau Verlag, Neustadt 2010
- Äpfel Birnen Quitten Kosmos Verlag, Stuttgart 2010
- Fische aus heimischen Seen und Flüssen Kosmos Verlag, Stuttgart 2011
- Ganz Natürlich Thomas Dreher Umschau Verlag, Neustadt 2011
- Die Neue Deutsche Küche Collection Rolf Heyne, München 2011
- Christian Jürgens Collection Rolf Heyne, München 2012
- Johannes King Das Kochbuch von Land und Meer Collection Rolf Heyne, München 2012
- Eine Prise Sylt Holger Bodendorf Collection Rolf Heyne, München 2012
- ESSessenz Stefan Neugebauer Umschau Verlag, Neustadt 2012
- Wild – Das Kochbuch Harald Rüssel Umschau Verlag, Neustadt 2012
- Moderne Wildküche Kochen mit Neuseelandhirsch Umschau Verlag, Neustadt 2012
- Die Grenzgänger Wie der Hummer vom Elsass nach Baden kam Marc Haeberlin und Fritz Keller Umschau Verlag, Neustadt 2014